# 102 Boulevard Haussmann
102 Boulevard Haussmann è un film per la televisione del 1990 diretto da Udayan Prasad, liberamente ispirato a un episodio nella vita di Marcel Proust.

## Trama
Parigi, 1917. Mentre la prima guerra mondiale impazza, Marcel Proust continua indisturbato con la sua solita vita nella casa al numero 102 di Boulevard Haussmann. Una sera sente suonare il quartetto per archi in Re maggiore di César Franck ed è così colpito dall'esibizione da invitare i quattro musicisti a casa propria per un bis. Proust si invaghisce del violinista Amable Massiss e coltiva questa amicizia sotto l'occhio critico della governante Céleste Albaret, convinta che il giovane abbia dei secondi fini e si stia approfittando dell'affetto dello scrittore.

## Distribuzione
Il film è stato presentato in anteprima mondiale il 9 novembre 1990 al London Film Festival, prima di essere trasmesso su BBC 2 il 17 febbraio successivo come un episodio della serie antologica Screen Two. Sempre nel 1991 il film fu presentato al San Francisco International Film Festival.

## Accoglienza
Il film fu accolto positivamente dalla critica, con particolari apprezzamenti per la sceneggiatura di Alan Bennett e le interpretazioni di Alan Bates e Janet McTeer nei ruoli dei protagonisti.

## Riconoscimenti
- 1991 – San Francisco International Film Festival
  - Miglior regista televisivo per Udayan Prasad
- 1992 – BAFTA
  - Candidatura per il miglior dramma singolo